# Vladimir Malachov (ijshockeyer)
Vladimir Igorevitsj Malachov (Russisch: Владимир Игоревич Малахов) (Jekaterinenburg, 30 augustus 1968) is een Russisch ijshockeyer.
Malachov won in 1992 de olympische gouden medaille met het gezamenlijk team en in 2002 de olympische bronzen medaille met de Russische ploeg.
Malachov werd in 1990 wereldkampioen. Samen met Aleksandr Mogilny werd hij in 2000 lid van de Triple Gold Club door met New Jersey Devils de Stanley Cup te winnen. De "Triple Gold Club" bestaat uit ijshockeyers met olympisch goud, een wereldtitel en de Stanley Cup in hun prijzenkast.